# Кауга
Кауга (каз. Қауға) — посуда или ведро у казахов для набирания воды из колодца. Каугу изготавливают из шкуры лошади или верблюда, придавая ей путем дубления сферическую (полусферическую) форму, края которой закрепляют ветками ивы, ручку изготавливают из длинной ветки. Там, где нет проточной воды, пресных озер или рек, воду для скота набирали из глубоких колодцев. Для питьевой воды изготавливали специальные кауги.